# Selago longicalyx
Selago longicalyx är en flenörtsväxtart som beskrevs av O.M. Hilliard. Selago longicalyx ingår i släktet Selago och familjen flenörtsväxter. Inga underarter finns listade i Catalogue of Life.